# Eva Menor Cantador
Eva Menor Cantador (Madrid, 21 de setembre de 1972) és una advocada i política catalana , consellera del Departament d'Igualtat i Feminisme del Govern de la Generalitat de Catalunya des d'agost del 2024. Anteriorment, ha sigut alcaldessa de Badia del Vallès entre 2009 i 2024. És militant del Partit dels Socialistes de Catalunya.
Nascuda el 1972 a Madrid, es va llicenciar en dret per la Universitat Autònoma de Madrid (UAM). Advocada de professió i establerta a Badia del Vallès, es va afiliar al Partit dels Socialistes de Catalunya (PSC) el 1998. Regidora de l'Ajuntament de Badia del Vallès des de 2003, el 21 de març de 2009 va ser investida com a alcaldessa del municipi, en substitució de José Luis Jimeno. El 25 de setembre de 2014 va entrar com a membre del ple de la Diputació Provincial de Barcelona, després de la renúncia a l'acta de diputat provincial de Manuel Bustos.
Va ser escollida diputada del Parlament de Catalunya a les darreres eleccions catalanes del 12 de maig de 2024. El 26 de juny de 2024 va renunciar com a alcaldessa de Badia del Vallès en un ple extraordinari.